# Ranunculus rhomboideus
Ranunculus rhomboideus är en ranunkelväxtart som beskrevs av John Goldie. Ranunculus rhomboideus ingår i släktet ranunkler, och familjen ranunkelväxter. Inga underarter finns listade i Catalogue of Life.